# Stefan Heine

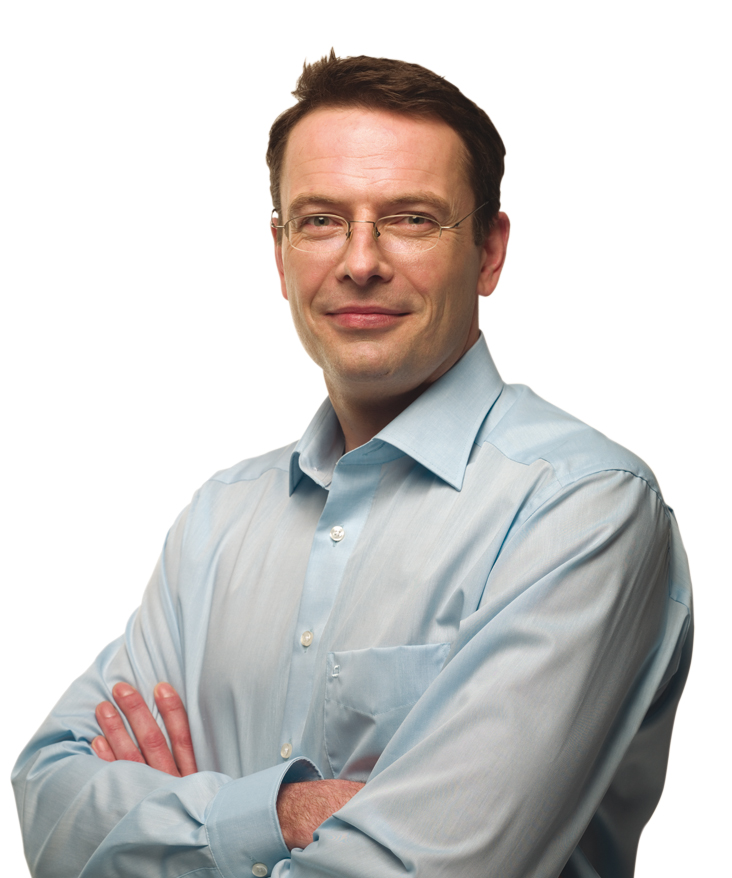
Stefan Heine

Stefan Heine (* 8. Januar 1969 in Eckernförde) ist ein deutscher Rätselmacher sowie Autor und Verleger von Rätselbüchern und Rätselzeitschriften.

## Leben
Heine wuchs in Eckernförde auf. Nach dem Abitur 1988 an der Jungmannschule studierte er zunächst Betriebswirtschaftslehre und Rechtswissenschaften an der Christian-Albrechts-Universität zu Kiel.
Zusammen mit David Halenta gründete er noch während seines Studiums im Jahr 1994 das Marktforschungsinstitut Heine-Halenta Gesellschaft für Marktforschung, Feldservice und Outlet Control in Hamburg. 1995 baute er parallel dazu den Presse Service Stefan Heine in Hamburg auf, dessen alleiniger Inhaber er seit 1998 ist.
Heine lebt mit seiner Frau und drei gemeinsamen Kindern in Hamburg.

## Wirken

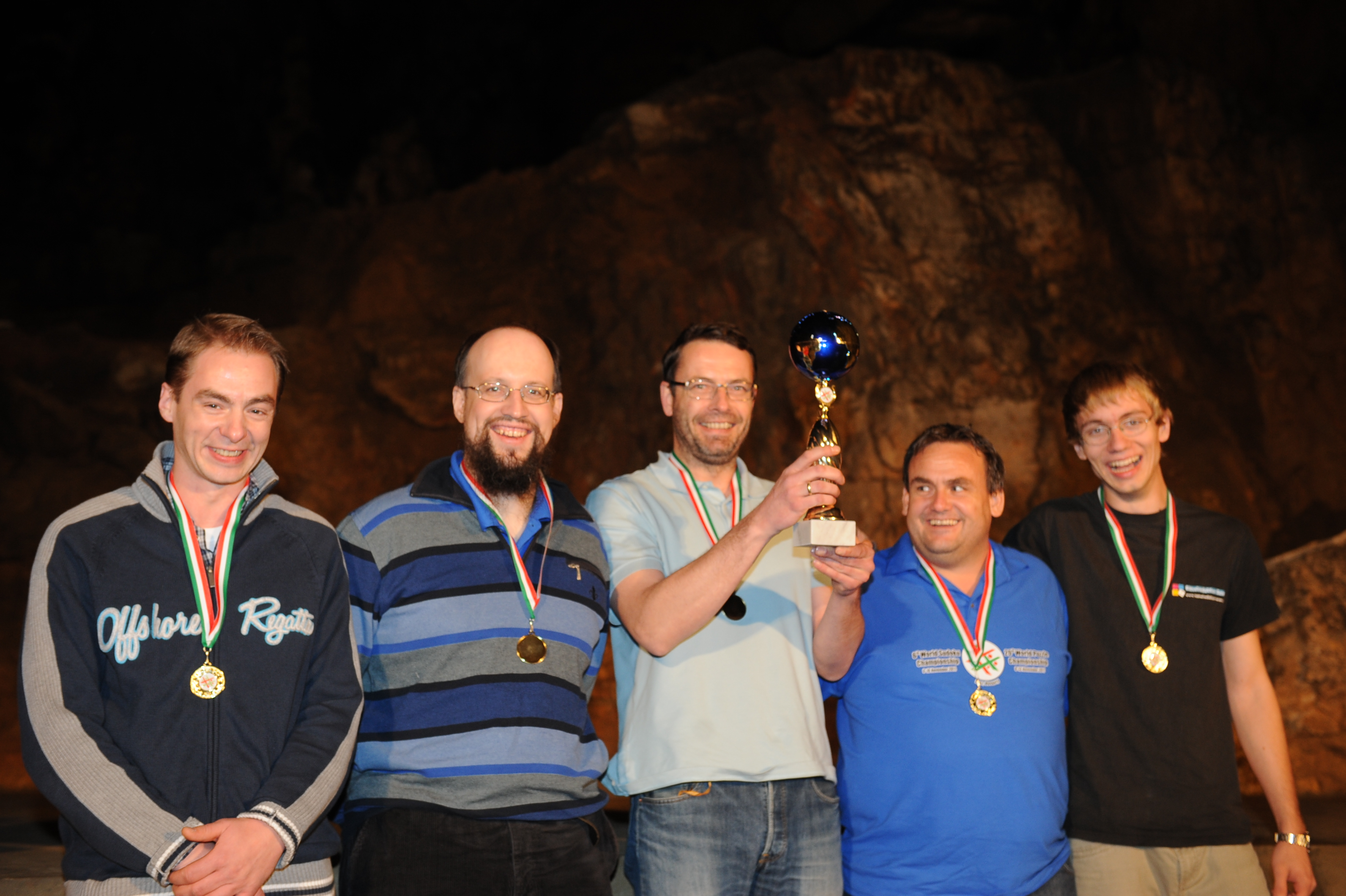
Stefan Heine, Kapitän der deutschen Sudoku-Nationalmannschaft (Weltmeister 2011)

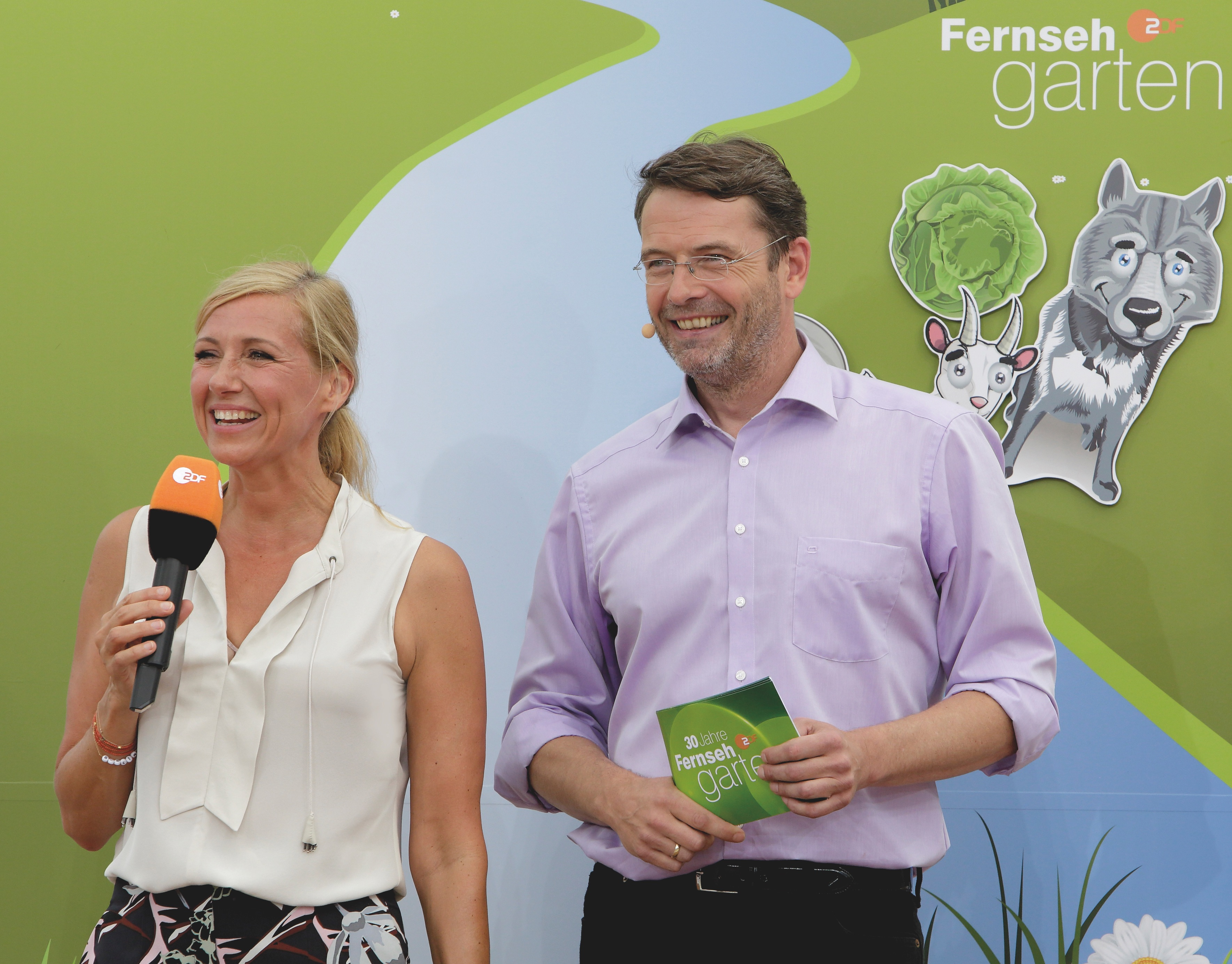
ZDF-Fernsehgarten, Moderatorin Andrea Kiewel mit Co-Moderator und Rätselmacher Stefan Heine

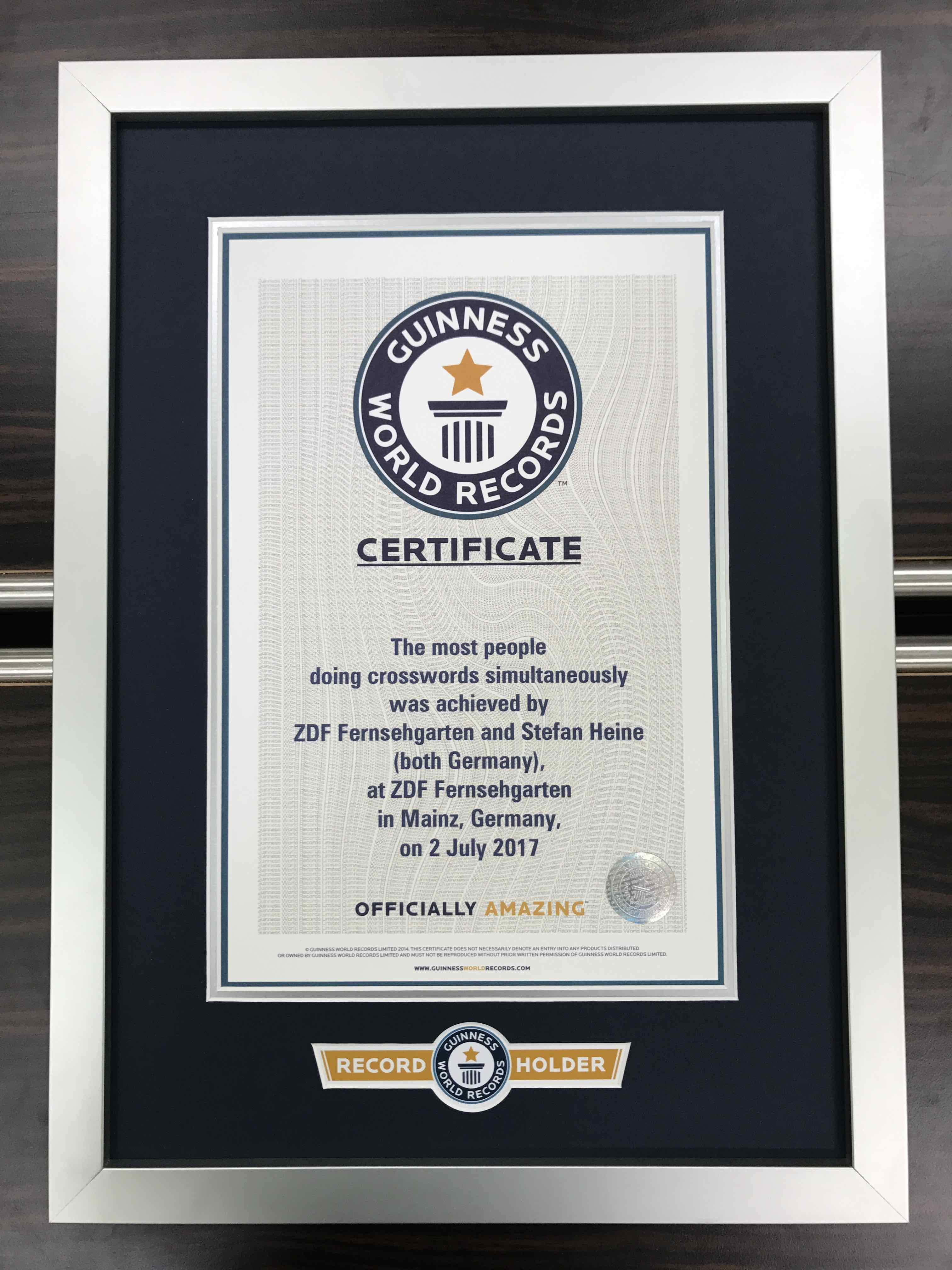
2. Juli 2017, Urkunde, Guinness World Record: Most people doing crosswords simultaneously

Seit 1995 beliefert Heine vor allem Printmedien mit unterschiedlichen Rätselformaten für Kinder und Erwachsene. Die Druckauflage aller vom Presse Service Heine in einem Monat produzierten Rätsel betrug Ende 2018/Anfang 2019 weltweit über 300 Millionen Exemplare.
Heine entwickelte insgesamt über 100 Rätselarten für Print- und Onlinemedien, darunter Schwedenrätsel, Sudoku, Kakuro, Killer-Sudoku, Schiffe versenken, Wortspiele und Prominentenrätsel. Sudokus stellt er seit 1999 her und trug maßgeblich zu deren Verbreitung in Deutschland bei. Als einer der ersten Rätselmacher bot er Verlagen diese Rätsel an. Eine der ersten Zeitungen, die er in Deutschland von dieser Rätselform überzeugte, war die Welt am Sonntag. 2005 brachte er die erste deutsche Sudokuzeitschrift „Sudoku genial“ heraus. Seit 2006 ist Heine selbst Verleger und gibt die Reihe „Heines Rätselbibliothek“ heraus, die aktuell 50 Bände umfasst und ständig erweitert wird. Zudem erstellt er Rätselbücher für andere Verlage wie Bassermann, Ravensburger, Edel/Moewig, Coppenrath Verlag, Moses Verlag und zudem Kalender für teNeues, Korsch und Harenberg Verlag. Mehrere Rätselzeitschriften werben auf ihren Titelseiten mit seinem Bild und seinem Namen.
2005 erfand der Wahlhamburger die Deutschen Sudoku Meisterschaften und kreiert seitdem ganz oder teilweise deren Rätsel. Im Jahr 2009 erstellte er alle Sudokus für die nationale Meisterschaft der USA. 2010 war Heine Co-Rätselautor der Sudoku-Weltmeisterschaften in Philadelphia. Das weltweit größte Sudoku-Turnier in Wien wurde von 2005 bis 2010 mit Rätseln von Heine durchgeführt ebenso wie die ostasiatischen Meisterschaften am 22. Januar 2017 an der Seoul National University in Korea. Heine ist Kapitän der Deutschen Sudoku-Nationalmannschaft, die 2010 und 2011 Weltmeister wurde.
Während des ZDF-Fernsehgarten am 2. Juli 2017 war Heine Co-Moderator von Andrea Kiewel und errang während der Sendung einen offiziellen Guinness-Weltrekord. Dazu wurden Teile des fast 5.000 Zuschauer fassenden Publikums aufgefordert, gleichzeitig eines von Heines Kreuzworträtseln zu lösen. Mit 609 regelkonformen Teilnehmern wurde ein neuer Weltrekord aufgestellt.

## Wirkungskreis
Münchner Abendzeitung, Astrowoche, B.Z., Berliner Morgenpost, BILD, Condor (Chile), Coppenrath Verlag, Urania Verlag, Edel/Moewig, Bonner General-Anzeiger, Hamburger Abendblatt, Kölner Stadt-Anzeiger, Kölnische Rundschau, Moses. Verlag, Myself, prisma (Fernsehzeitschrift), Ravensburger, Welt am Sonntag, Welt kompakt, Weserkurier